# José Maria Ximenes
José Maria Ximenes ist ein Journalist aus Osttimor. Er ist Direktor von Osttimors zweitgrößter Zeitung, der Timor Post.

## Werdegang
Nach der Schule war Ximenes von 1976 bis 1978 Volontär beim kommunalen Radio LARASATI in Baucau und bis 1984 Mitarbeiter bei der Zeitung Farol in Balide (Dili). Die Zeitung wurde von Externat-Studenten des Colégio de São José herausgegeben, um die Kultur und Identität der Osttimoresen während der indonesischen Besetzung zu stärken. Seine erste Festanstellung als Journalist erhielt Ximenes 1993 bei der Suara Timor Timur (STT). Bis 1999 war er dort Redakteur und Produktionsmanager.
In der Unabhängigkeitsbewegung arbeitete Ximenes seit der Gründung 1983 bei der OJETIL, der RENETIL und 1999 bei ihrer Zeitung Vox Populi und beim ETSSC.
Während der Krise in Osttimor 1999 wurden die Einrichtungen der STT komplett zerstört. Adérito Hugo da Costa und Ximenes, den er von der STT kannte, gründeten 2000 die Timor Post. Ximenes wurde Exekutivredakteur, später Chefredakteur und schließlich Direktor der Zeitung. Daneben hatte Ximenes verschiedene Positionen inne, darunter Koordinator für Medienanalyse des International Center for Journalists (ICFJ) in Dili, Ausbilder beim ICFJ, Mitglied der Ratsversammlung von Rádio e Televisão de Timor-Leste (RTTL) und Exekutivdirektor von Gardamor Radio & Television (GRTV). Ximenes ist auch Mitgründer der Associação de Jornalistas de Timor-Leste (AJTL) und des Sindicato dos Jornalistas de Timor-Leste (SJTL). Außerdem gründete er die Wochenzeitung Business Timor.
Ximenes wurde 2015 als Vertreter der Medienunternehmen in den neu geschaffenen Presserat in Osttimor (portugiesisch Conselho de Imprensa) gewählt. Die Vereidigung fand am 10. Mai statt. Die Amtszeit der Ratsmitglieder dauerte bis 2020.